# Archytas dux
Archytas dux là một loài ruồi trong họ Tachinidae.